# Changes (canción de Gareth Gates)
«Changes» es el primer sencillo extraído del álbum Pictures of the other side, de Gareth Gates. Es su primer sencillo desde Say it isn't so en 2003. Fue lanzado al mercado el 9 de abril de 2007.
La canción entró en el número #14 de las listas de ventas, a la semana siguiente desapareció del top 40.
El videoclip de Changes fue dirigido por Andy Hylton.

## Críticas
«Changes» en general recibió críticas positivas. La mayoría de críticos coincidió en que la música de Gareth Gates es mucho más madura que la que hizo al principio de su carrera.
- Su voz suena muy bien en las baladas, se escucha agradablemente -The Sun-
- Changes es un single realmente fascinante -James Masterton-

- Datos: Q5071928